# Большое Бушково
Большое Бу́шково (бел. Вялікае Бушкава) — деревня в составе Сухаревского сельсовета Могилёвского района Могилёвской области Республики Беларусь.

## Население
- 2010 год — 16 человек